# 휘미르

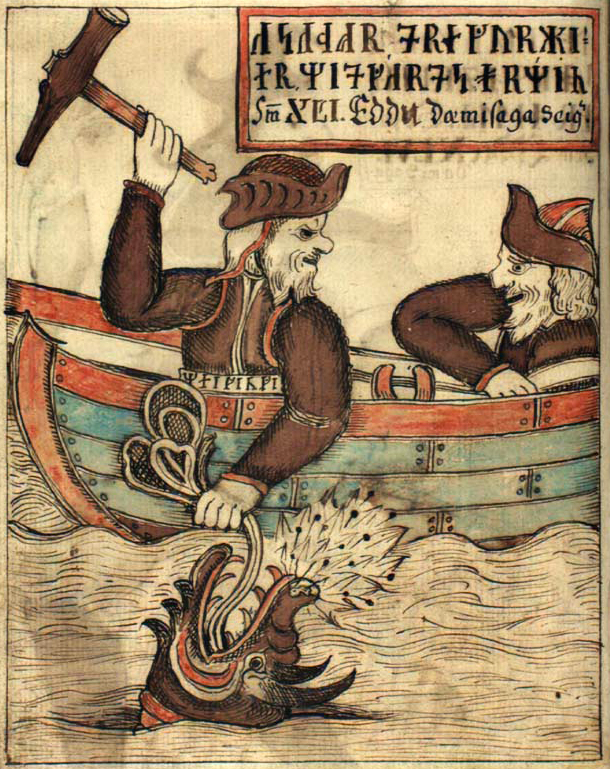
토르의 요르문간드 낚시. 오른쪽에 겁에 질려 쭈그리고 있는 이가 휘미르.

휘미르(고대 노르드어: Hymir)는 노르드 신화에 나오는 요툰으로, 흐로드의 남편이고 튀르의 아버지이다. 그는 지름이 1마일이나 되는 솥을 가지고 있었는데, 에시르는 에기르네 저택에서 연회를 벌이려고 그 솥을 탐냈다. 그래서 토르와 튀르가 휘미르네 집에 가서 그 솥을 뜯어오는 것이 에다 시가 〈휘미르의 서사시〉 줄거리이다.